# Schréder
Schréder est une société produisant des systèmes d'éclairage fondée en 1907 à Liège (Belgique). En 1951, Schréder s’implante en France sous le nom de Comatelec, société Française du groupe. Durant la seconde moitié du XXe siècle, Schréder s’implante en Europe puis dans le monde, et la société est aujourd’hui présente dans le marché de l’éclairage public sur 4 continents.

## Histoire
L'entreprise Schréder a été fondée en 1907, par Jules Schréder d'abord sous le nom des ateliers de «Jules Schréder et compagnie». L'entreprise était à l'époque spécialisé dans la construction et la commercialisation de composants électriques. En 1923, l'entreprise met au point des armoires électriques et tableaux de contrôle. À partir de 1933, Schréder diversifie ses activités et fonde la branche «Éclairage industriel», dédiée dans la conception et la fabrication de luminaires pour l'éclairage public et industriel, ce qui deviendra sa seule et unique activité.

## Comatelec
Schréder s'implante en France, en 1951, en fondant sa filiale nommée Comatelec. 
Il existe quelques anciens luminaires exclusifs à Comatelec (à la France) mais ces derniers sont assez rares. Comatelec était peu présent sur le marché au début de son existence, les anciens modèles de cette marque ont pour la plupart été vendus en Île-de-France, et de façon occasionnelle dans les régions Provence-Alpes-Côte d'Azur et Rhône-Alpes. Schréder a assez rapidement uniformisé son catalogue et vendu les mêmes lanternes dans chaque pays où il était implanté, à la différence de Philips. C'est à partir de cette époque (années 1970-1980) que Schréder a commencé à faire sa place en France. Comatelec a tout d'abord équipé une grande partie des autoroutes d'Île-de-France avec ses lanternes de la gamme Capella, ainsi que la gamme RX puis TX, et s'est principalement répandu sur le marché Français avec les modèles Z, Onyx et Saphir et dans un degré moindre les modèles DZ15 et MC. 
Le groupe est très fréquemment présent hors de la Belgique sous un autre nom. La marque Comatelec est utilisée dans de nombreux pays, Schréder est également très présent au Royaume-Uni sous le nom d'Urbis.

## Schréder dans le monde
Schréder a équipé la plupart du réseau d'éclairage public de la Belgique, et fut également très présent aux Pays-Bas. 
On trouve aujourd'hui un grand nombre de lanternes Schréder dans toute l'Europe, mais également au Moyen-Orient où la lanterne Z est très populaire. Les lanternes Onyx et Saphir se vendent aujourd'hui dans ces mêmes régions, mais également en Australie, en Asie de l'est, au Canada et dans certains pays d'Amérique latine.
- Belgique : 1907
- France : 1951
- Pays-Bas : 1952
- Espagne : 1953
- Colombie : 1955
- Allemagne : 1956
- Portugal : 1956
- Italie : 1957
- Liban : 1969
- Serbie : 1969
- Équateur : 1976
- Royaume-Uni : 1976
- Bolivie : 1977
- Égypte : 1977
- Hongrie : 1983
- Chine : 1986
- Pérou : 1988
- Ukraine : 1989
- Malaisie : 1990
- Canada : 1992
- Russie : 1993
- Arabie Saoudite : 1995
- Inde : 1995
- République Tchèque : 1995
- Vietnam: 1995
- Chili : 1996
- Roumanie : 1998
- Pologne : 2000
- Brésil : 2000
- Suisse : 2001
- Autriche : 2002
- Afrique du Sud : 2003
- Argentine : 2006
- Émirats arabes unis : 2007
- États-Unis : 2007
- Singapour : 2009
- Nigeria : 2009
- Angola : 2010
- Algérie : Présente
- Maroc : Présente ou 2018

### Sites de production
L'entreprise possède des usines dans plusieurs pays : En France (Saint Florent sur Cher), en Espagne (à Guadalajara), au Portugal, en Hongrie, en Ukraine, en Afrique du Sud et en Chine.